# Roca Verda
La Roca Verda és una muntanya de 2.400 metres que es troba al municipi de Montellà i Martinet, a la comarca de la Baixa Cerdanya.